# Giuseppe Mercalli

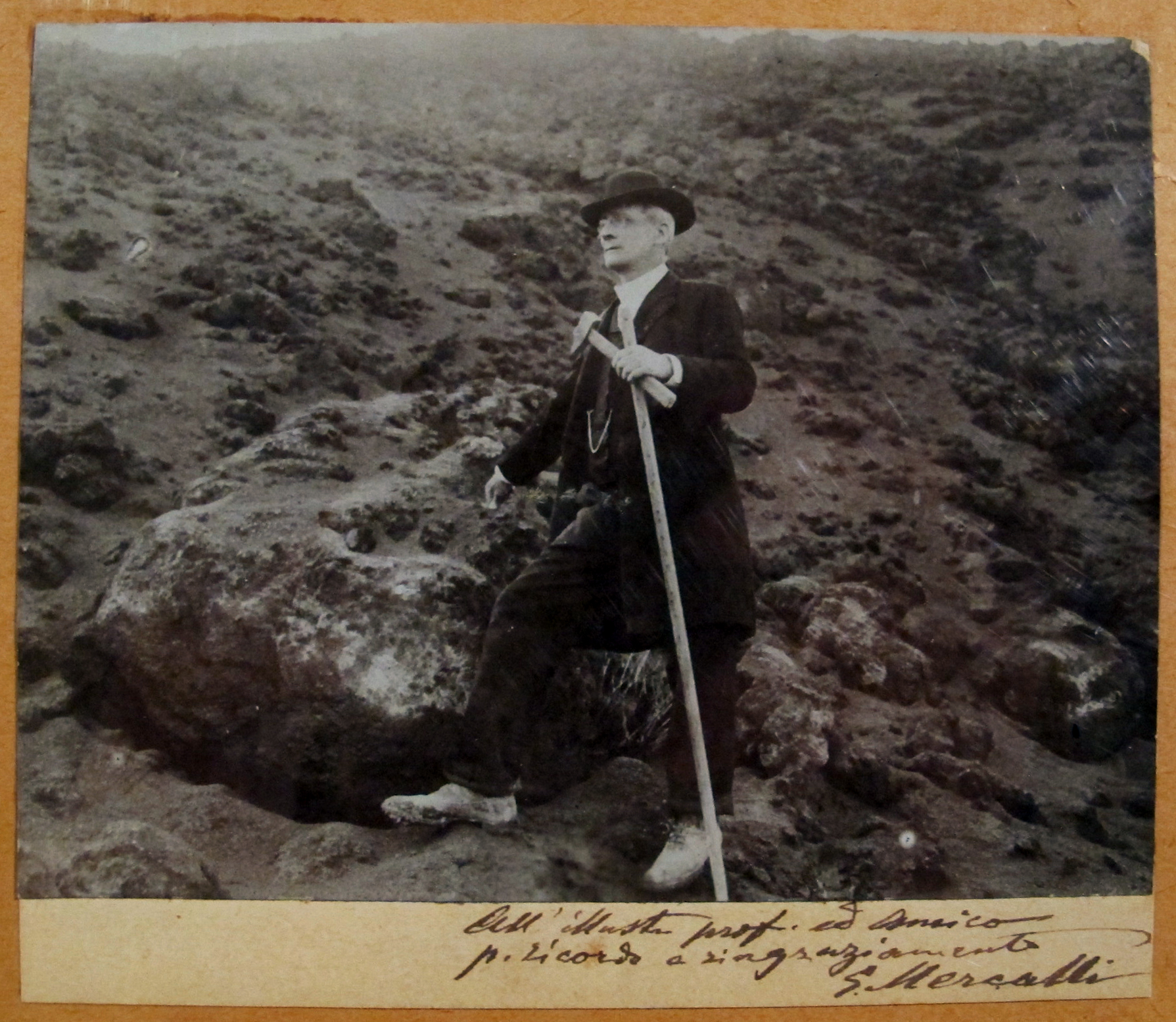
Giuseppe Mercalli

Giuseppe Mercalli (* 21. Mai 1850 in Mailand; † 19. März 1914 in Neapel) war ein italienischer Seismologe, Vulkanologe, römisch-katholischer Priester und Erfinder der nach ihm benannten Mercalliskala für die Bestimmung der Stärke von Erdbeben.
Nach seiner Priesterweihe studierte Mercalli bei Antonio Stoppani Geologie. Er war zuerst Professor an den Priesterseminaren in Mailand und Domodossola. 1892 wechselte er an die Universität Catania, wo er Mineralogie und Geologie lehrte, und 1892 an die Universität Neapel als Lehrer für Vulkanologie. Von 1911 bis 1914 war er Leiter des Vesuv-Observatoriums bei Neapel.
1889 erschien Mercallis Buch Aktive Vulkane der Erde. Mercalli entwickelte 1902 eine Skala zur Messung von Erdbebenstärken, die er 1903 publizierte, und eine Kategorisierung von Vulkanausbrüchen. 